# Mary Ellen Clark
Mary Ellen Clark (* 25. Dezember 1962 in Abington) ist eine ehemalige US-amerikanische Wasserspringerin. Sie startete im Kunstspringen vom 1-m- und 3-m-Brett und im 10-m-Turmspringen. 1992 und 1996 gewann sie bei zwei aufeinanderfolgenden Olympischen Spielen jeweils die Bronzemedaille im Turmspringen.
Clark kam schon früh zu ihrem Sport, da ihre Mutter Wassersprung-Trainerin war. Erste Erfolge stellten sich aber erst spät ein, als sie während ihres Studiums an der Pennsylvania State University und später an der Ohio State University in den jeweiligen College-Mannschaften trainierte. Sie erreichte insgesamt sechs Medaillen bei Collegemeisterschaften. Ihre erste internationale Meisterschaft waren die Panamerikanischen Spiele 1987 in Indianapolis. Bis dahin sprang Clark zumeist im Kunstspringen, sie konzentrierte sich nun jedoch mehr auf das Turmspringen. Der Durchbruch gelang ihr schließlich mit der Qualifikation zu den Olympischen Spielen 1992 in Barcelona. Vom 10-m-Turm konnte sie dort die Bronzemedaille gewinnen. Clark nahm nur einmal an einer Weltmeisterschaft teil, sie trat 1994 in Rom vom 10-m-Turm an und erreichte Rang sieben. Nach einer längeren Verletzungspause und wenig erfolgreichen Panamerikanischen Spielen 1995 in Mar del Plata bestritt Clark bei den Olympischen Spielen in Atlanta ihren letzten internationalen Wettkampf. Sie konnte noch einmal überzeugen und gewann vom 10-m-Turm erneut die Bronzemedaille.
Clark gewann insgesamt sieben nationale Meistertitel. Seit 2004 arbeitet sie als Trainerin am Amherst College, wo sie schon mehrere Springer in die nationale Spitze führen konnte.